# الی آملینگ
الیزابت سارا "الی" آملینگ (به هلندی: Elisabeth Sara "Ell") Ameling) (زاده ۱۹۳۳) خواننده زن اپرا و سوپرانوی اهل هلند است.او بیشتر با دالتون بالدوین همکاری میکند.